# Crataegus versuta
Crataegus versuta är en rosväxtart som beskrevs av Chauncey Delos Beadle. Crataegus versuta ingår i Hagtornssläktet som ingår i familjen rosväxter. Inga underarter finns listade i Catalogue of Life.